# Свидинский, Иосиф Викентьевич
Иосиф Викентьевич Свидинский (1918—1996) — старшина Советской Армии, участник Великой Отечественной войны, Герой Советского Союза (1943).

## Биография
Иосиф Свидинский родился 14 января 1918 года в посёлке Белыничи (ныне — Могилёвская область Белоруссии). После окончания четырёх классов школы и курсов паровозных машинистов работал в лесокомбинате. В 1938 году Свидинский был призван на службу в Рабоче-крестьянскую Красную Армию. Участвовал в польском походе и советско-финской войне. С начала Великой Отечественной войны — на её фронтах.
К октябрю 1943 года ефрейтор Иосиф Свидинский был разведчиком 177-й отдельной разведроты 163-й стрелковой дивизии 34-й армии Северо-Западного фронта. К тому времени он захватил 10 вражеских «языков», лично уничтожил огневую точку, штабную автомашину и большое количество солдат и офицеров противника, добыл важные разведданные.
Указом Президиума Верховного Совета СССР от 29 октября 1943 года за «образцовое выполнение боевых заданий командования на фронте борьбы с немецкими захватчиками и проявленные при этом мужество и героизм» ефрейтор Иосиф Свидинский был удостоен высокого звания Героя Советского Союза с вручением ордена Ленина и медали «Золотая Звезда» за номером 1843.
В 1946 году в звании старшины Свидинский был демобилизован. Проживал и работал в городе Белоозёрске Берёзовского района Брестской области Белоруссии. Умер 15 ноября 1996 года.
Был также награждён орденами Отечественной войны 1-й степени и Красной Звезды, рядом медалей.

## Память
- Почётный гражданин города Белоозёрск с 26 июня 1988 года[2].
- На родине И. В. Свидинского в городском посёлке Белыничи установлен бюст[2].
- В Белыничах и Белоозерске улицы носят имя И. В. Свидинского[3].